# Vörös Péter (labdarúgó)
Vörös Péter (Budapest, 1977. december 14. –) magyar labdarúgó, jelenleg a Rákosszentmihályi Atlétikai és Football Club vezetőedzője és játékosa egyben középpályás. Korábban számos magyar klubcsapatban megfordult, volt U-19-es és U-20-as válogatott. Legutóbb 2009 őszén igazolt külföldre, az üzbég Lokomotiv Toshkent játékosa volt.